# Världscupen i längdåkning 2002/2003
Världscupen i längdåkning 2002/2003 inleddes i Düsseldorf 26 oktober 2002 och avslutades i Falun den 23 mars 2003. Vinnare av totala världscupen blev Mathias Fredriksson, Sverige på herrsidan och Bente Skari, Norge på damsidan.

## Deltävlingar

### Herrar
| Datum                                                                    | Plats                                      | Tävling                           | Etta                                                                        | Tvåa                                                                            | Trea                                                                         |
| ------------------------------------------------------------------------ | ------------------------------------------ | --------------------------------- | --------------------------------------------------------------------------- | ------------------------------------------------------------------------------- | ---------------------------------------------------------------------------- |
| 26 oktober 2002                                                          | Düsseldorf, Nordrhein-Westfalen, Tyskland  | Sprint fristil                    | Peter Larsson                                                               | Thobias Fredriksson                                                             | Tor Arne Hetland                                                             |
| 27 oktober 2002                                                          | Düsseldorf, Nordrhein-Westfalen, Tyskland  | Lagsprint                         | Inställt                                                                    | Inställt                                                                        | Inställt                                                                     |
| 23 november 2002                                                         | Kiruna, Sverige                            | 10 kilometer fristil              | Vincent Vittoz                                                              | Pietro Piller Cottrer                                                           | Fulvio Valbusa                                                               |
| 24 november 2002                                                         | Kiruna, Sverige                            | 4 x 10 kilometer stafett          | ItalienGiorgio Di Centa Fulvio Valbusa Pietro Piller Cottrer Cristian Zorzi | NorgeKristen Skjeldal Anders Aukland Tor Arne Hetland Thomas Alsgaard           | TysklandAndreas Schlütter Axel Teichmann Tobias Angerer René Sommerfeldt     |
| 30 november 2002                                                         | Kuusamo, Finland                           | 10 kilometer klassiskt            | Vasilij Rotjev                                                              | Lukáš Bauer                                                                     | Axel Teichmann                                                               |
| 1 december 2002                                                          | Kuusamo, Finland                           | Mixedstafett 2x5(D)+ 2x10(H)      | FinlandAnnmari Viljanma Ari Palolahti Pirjo Manninen Teemu Kattilakoski     | Finland IIKirsi Välimaa Kuisma Taipale Riitta-Liisa Roponen Sami Jauhojärvi     | ItalienGabriella Paruzzi Fulvio Valbusa Sabina Valbusa Pietro Piller Cottrer |
| 7 december 2002                                                          | Davos, Graubünden, Schweiz                 | 15 kilometer fristil              | Mathias Fredriksson                                                         | Vincent Vittoz                                                                  | Fulvio Valbusa                                                               |
| 8 december 2002                                                          | Davos, Graubünden, Schweiz                 | 4 x 10 kilometer stafett          | Norge IIAnders Aukland Tore Bjonviken Tor Arne Hetland Thomas Alsgaard      | ItalienGiorgio Di Centa Freddy Swienbacher Pietro Piller Cottrer Cristian Zorzi | Norge IOdd-Bjørn Hjelmeset Frode Estil Kristen Skjeldal Espen Bjervig        |
| 11 december 2002                                                         | Clusone, Italien                           | Sprint fristil                    | Tor Arne Hetland                                                            | René Sommerfeldt                                                                | Anders Högberg                                                               |
| 14 december 2002                                                         | Cogne, Italien                             | 30 kilometer klassiskt (masstart) | Frode Estil                                                                 | Anders Aukland                                                                  | Mathias Fredriksson                                                          |
| 15 december 2002                                                         | Cogne, Italien                             | Sprint klassiskt                  | Tor Arne Hetland                                                            | Lauri Pyykönen                                                                  | Kristen Skjeldal                                                             |
| 19 december 2002                                                         | Linz, Oberösterreich, Österrike            | Sprint fristil                    | Mikael Östberg                                                              | Thobias Fredriksson                                                             | Cristian Zorzi                                                               |
| 21 december 2002                                                         | Ramsau am Dachstein, Steiermark, Österrike | 20 kilometer jaktstart            | Axel Teichmann                                                              | Anders Södergren                                                                | Tobias Angerer                                                               |
| 4 januari 2003                                                           | Kavgolovo, Ryssland                        | 10 kilometer fristil              | René Sommerfeldt                                                            | Mathias Fredriksson                                                             | Axel Teichmann                                                               |
| 5 januari 2003                                                           | Kavgolovo, Ryssland                        | Lagsprint                         | Inställt                                                                    | Inställt                                                                        | Inställt                                                                     |
| 12 januari 2003                                                          | Otepää, Estland                            | Sprint klassiskt                  | Inställt                                                                    | Inställt                                                                        | Inställt                                                                     |
| 12 januari 2003                                                          | Otepää, Estland                            | 30 kilometer klassiskt (masstart) | Jörgen Brink                                                                | Anders Aukland                                                                  | Andrus Veerpalu                                                              |
| 18 januari 2003                                                          | Nové Město na Moravě, Tjeckien             | 15 kilometer fristil              | Lukáš Bauer                                                                 | Christian Hoffmann                                                              | Per Elofsson                                                                 |
| 19 januari 2003                                                          | Nové Město na Moravě, Tjeckien             | Stafett                           | NorgeAnders Aukland Frode Estil Tore Ruud Hofstad Thomas Alsgaard           | ItalienGiorgio Di Centa Fulvio Valbusa Cristian Zorzi Freddy Swienbacher        | TysklandJens Filbrich Andreas Schlütter Tobias Angerer Andreas Stitzl        |
| 25 januari 2003                                                          | Oberhof, Thüringen, Tyskland               | 15 kilometer klassiskt (masstart) | Mathias Fredriksson                                                         | Reto Burgermeister                                                              | Frode Estil                                                                  |
| 26 januari 2003                                                          | Oberhof, Thüringen, Tyskland               | Lagsprint                         | ItalienGiorgio Di Centa Cristian Zorzi                                      | TysklandRené Sommerfeldt Tobias Angerer                                         | NorgeJens Arne Svartedal Thomas Alsgaard                                     |
| 12 februari 2003                                                         | Reit im Winkl, Bayern, Tyskland            | Sprint klassiskt                  | Cristian Zorzi                                                              | Jörgen Brink                                                                    | Tobias Angerer                                                               |
| 14 februari 2003                                                         | Asiago, Italien                            | Lagsprint                         | Italien IGiorgio Di Centa Cristian Zorzi                                    | Tyskland IIRené Sommerfeldt Tobias Angerer                                      | Italien IIRenato Pasini Freddy Swienbacher                                   |
| 15 februari 2003                                                         | Asiago, Italien                            | 10 kilometer klassiskt            | Andrus Veerpalu                                                             | Frode Estil                                                                     | Fulvio Valbusa                                                               |
| 18 februari-1 mars 2003 Världsmästerskapen i nordisk skidsport i Italien |                                            |                                   |                                                                             |                                                                                 |                                                                              |
| 6 mars 2003                                                              | Oslo, Norge                                | Sprint klassiskt                  | Håvard Bjerkeli                                                             | Lauri Pyykönen                                                                  | Thobias Fredriksson                                                          |
| 8 mars 2003                                                              | Oslo, Norge                                | 50km klassiskt                    | Andrus Veerpalu                                                             | Anders Aukland                                                                  | Andrei Nutrichin                                                             |
| 11 mars 2003                                                             | Drammen, Norge                             | Sprint klassiskt                  | Jens Arne Svartedal                                                         | Keijo Kurttila                                                                  | Thobias Fredriksson                                                          |
| 16 mars 2003                                                             | Lahtis, Finland                            | 15 kilometer fristil              | Mathias Fredriksson                                                         | Lukáš Bauer                                                                     | Pietro Piller Cottrer                                                        |
| 20 mars 2003                                                             | Borlänge, Sverige                          | Sprint fristil                    | Thobias Fredriksson                                                         | Peter Larsson                                                                   | Cristian Zorzi                                                               |
| 22 mars 2003                                                             | Falun, Sverige                             | 20 kilometer jaktstart            | Mathias Fredriksson                                                         | Frode Estil                                                                     | Jörgen Brink                                                                 |
| 23 mars 2003                                                             | Falun, Sverige                             | Stafett                           | NorgeLars Carlsson Mathias Fredriksson Anders Södergren Jörgen Brink        | ItalienGiorgio Di Centa Fulvio Valbusa Pietro Piller Cottrer Cristian Zorzi     | TysklandJens Filbrich Andreas Schlütter René Sommerfeldt Axel Teichmann      |

### Damer
| Datum                                                                    | Plats                                      | Tävling                           | Etta                                                                    | Tvåa                                                                        | Trea                                                                           |
| ------------------------------------------------------------------------ | ------------------------------------------ | --------------------------------- | ----------------------------------------------------------------------- | --------------------------------------------------------------------------- | ------------------------------------------------------------------------------ |
| 26 oktober 2002                                                          | Düsseldorf, Nordrhein-Westfalen, Tyskland  | Sprint fristil                    | Marit Bjørgen                                                           | Gabriell Paruzzi                                                            | Anita Moen                                                                     |
| 27 oktober 2002                                                          | Düsseldorf, Nordrhein-Westfalen, Tyskland  | Lagsprint                         | inställt                                                                | inställt                                                                    | inställt                                                                       |
| 23 november 2002                                                         | Kiruna, Sverige                            | 5 kilometer fristil               | Kristina Šmigun                                                         | Evi Sachenbacher                                                            | Claudia Künzel                                                                 |
| 24 november 2002                                                         | Kiruna, Sverige                            | 4 x 5 kilometer stafett           | NorgeAnita Moen Bente Skari Maj Helen Sorkmo Vibeke Skofterud           | TysklandManuela Henkel Viola Bauer Claudia Künzel Evi Sachenbacher          | ItalienMagda Genuin Gabriella Paruzzi Arianna Follis Sabina Valbusa            |
| 30 november 2002                                                         | Kuusamo, Finland                           | 10 kilometer klassiskt            | Bente Skari                                                             | Kristina Šmigun                                                             | Lilija Vasiljeva                                                               |
| 1 december 2002                                                          | Kuusamo, Finland                           | Mixedstafett 2x5(D)+ 2x10(H)      | FinlandAnnmari Viljanma Ari Palolahti Pirjo Manninen Teemu Kattilakoski | Finland IIKirsi Välimaa Kuisma Taipale Riitta-Liisa Roponen Sami Jauhojärvi | ItalienGabriella Paruzzi Fulvio Valbusa Sabina Valbusa Pietro Piller Cottrer   |
| 7 december 2002                                                          | Davos, Graubünden, Schweiz                 | 10 kilometer fristil              | Bente Skari                                                             | Kristina Šmigun                                                             | Gabriell Paruzzi                                                               |
| 8 december 2002                                                          | Davos, Graubünden, Schweiz                 | 4 x 5 kilometer stafett           | NorgeVibeke Skofterud Bente Skari Hilde G. Pedersen Maj Helen Sorkmo    | RysslandOlga Savjalova Lilija Vasiljeva Jevgenija Medvedeva Nina Gavriljuk  | TysklandManuela Henkel Viola Bauer Evi Sachenbacher Claudia Künzel             |
| 11 december 2002                                                         | Clusone, Italien                           | Sprint fristil                    | Marit Bjørgen                                                           | Claudia Künzel                                                              | Maj Helen Sorkmo                                                               |
| 14 december 2002                                                         | Cogne, Italien                             | 15 kilometer fristil Massenstart  | Bente Skari                                                             | Kristina Šmigun                                                             | Anita Moen                                                                     |
| 15 december 2002                                                         | Cogne, Italien                             | Sprint klassiskt                  | Bente Skari                                                             | Marit Bjørgen                                                               | Hilde G. Pedersen                                                              |
| 19 december 2002                                                         | Linz, Oberösterreich, Österrike            | Sprint fristil                    | Pirjo Manninen                                                          | Hilde G. Pedersen                                                           | Beckie Scott                                                                   |
| 21 december 2002                                                         | Ramsau am Dachstein, Steiermark, Österrike | 10 kilometer jaktstart            | Bente Skari                                                             | Marit Bjørgen                                                               | Kristina Šmigun                                                                |
| 4 januari 2003                                                           | Kavgolovo, Ryssland                        | 15 kilometer fristil              | Kristina Šmigun                                                         | Sabina Valbusa                                                              | Gabriella Paruzzi                                                              |
| 5 januari 2003                                                           | Kavgolovo, Ryssland                        | Lagsprint 6 x 1,4 km              | Inställt                                                                | Inställt                                                                    | Inställt                                                                       |
| 12 januari 2003                                                          | Otepää, Estland                            | Sprint klassiskt                  | Inställt                                                                | Inställt                                                                    | Inställt                                                                       |
| 12 januari 2003                                                          | Otepää, Estland                            | 15 kilometer klassiskt (masstart) | Bente Skari                                                             | Kristina Šmigun                                                             | Kaisa Varis                                                                    |
| 18 januari 2003                                                          | Nové Město na Moravě, Tjeckien             | 10 kilometer fristil              | Bente Skari                                                             | Gabriella Paruzzi                                                           | Kristina Šmigun                                                                |
| 19 januari 2003                                                          | Nové Město na Moravě, Tjeckien             | 4 x 5 kilometer stafett           | TysklandManuela Henkel Viola Bauer Evi Sachenbacher Claudia Künzel      | NorgeAnita Moen Marit Bjørgen Kristin Størmer Steira Hilde G. Pedersen      | FinlandKirsi Välimaa Aino Kaisa Saarinen Elina Hietanäki-Pienemäki Kaisa Varis |
| 25 januari 2003                                                          | Oberhof, Thüringen, Tyskland               | 10 kilometer klassiskt (masstart) | Bente Skari                                                             | Hilde G. Pedersen                                                           | Kaisa Varis                                                                    |
| 26 januari 2003                                                          | Oberhof, Thüringen, Tyskland               | Lagsprint 6 x 1,5 kilometer       | NorgeAnita Moen Hilde G. Pedersen                                       | Tyskland IIIManuela Henkel Claudia Künzel                                   | Tyskland IIStefanie Böhler Viola Bauer                                         |
| 12 februari 2003                                                         | Reit im Winkl, Bayern, Tyskland            | Sprint klassiskt                  | Marit Bjørgen                                                           | Evi Sachenbacher                                                            | Sabina Valbusa                                                                 |
| 14 februari 2003                                                         | Asiago, Italien                            | Lagsprint 6 x 1,4km               | Tyskland IIEvi Sachenbacher Claudia Künzel                              | Ryssland IINatalja Korosteljova Alena Sidko                                 | Italien Arianna Follis Karin Moroder                                           |
| 15 februari 2003                                                         | Asiago, Italien                            | 5 kilometer klassiskt             | Bente Skari                                                             | Beckie Scott                                                                | Olga Savjalova                                                                 |
| 18 februari-1 mars 2003 Världsmästerskapen i nordisk skidsport i Italien |                                            |                                   |                                                                         |                                                                             |                                                                                |
| 6 mars 2003                                                              | Oslo, Norge                                | Sprint klassiskt                  | Bente Skari                                                             | Manuela Henkel                                                              | Kirsi Välimaa                                                                  |
| 8 mars 2003                                                              | Oslo, Norge                                | 30 kilometer klassiskt            | Bente Skari                                                             | Annmari Viljanmaa                                                           | Aino Kaisa Saarinen                                                            |
| 11 mars 2003                                                             | Drammen, Norge                             | Sprint klassiskt                  | Bente Skari                                                             | Manuela Henkel                                                              | Virpi Kuitunen                                                                 |
| 16 mars 2003                                                             | Lahtis, Finland                            | 10 kilometer fristil              | Gabriella Paruzzi                                                       | Olga Savjalova                                                              | Bente Skari                                                                    |
| 20 mars 2003                                                             | Borlänge, Sverige                          | Sprint fristil                    | Bente Skari                                                             | Beckie Scott                                                                | Marit Bjørgen                                                                  |
| 22 mars 2003                                                             | Falun, Sverige                             | 10 kilometer jaktstart            | Bente Skari                                                             | Evi Sachenbacher                                                            | Olga Savjalova                                                                 |
| 23 mars 2003                                                             | Falun, Sverige                             | 4 x 5 kilometer stafett           | TysklandManuela Henkel Viola Bauer Claudia Künzel Evi Sachenbacher      | NorgeAnita Moen Hilde G. Pedersen Kristin Størmer Steira Bente Skari        | ItalienSabina Valbusa Gabriella Paruzzi Antonella Confortola Arianna Follis    |

## Slutställning

### Herrar
| Placering | Namn                | Land      | Total Poäng |
| --------- | ------------------- | --------- | ----------- |
| 1         | Mathias Fredriksson | Sverige   | 876         |
| 2         | Rene Sommerfeldt    | Tyskland  | 589         |
| 3         | Jörgen Brink        | Sverige   | 441         |
|           | Axel Teichmann      | Tyskland  | 441         |
| 5         | Lukáš Bauer         | Tjeckien  | 429         |
| 6         | Frode Estil         | Norge     | 414         |
| 7         | Andrus Veerpalu     | Estland   | 370         |
| 8         | Vincent Vittoz      | Frankrike | 352         |
| 9         | Tor Arne Hetland    | Norge     | 340         |
|           | Anders Aukland      | Norge     | 340         |

### Damer
| Placering | Namn                    | Land     | Total Poäng |
| --------- | ----------------------- | -------- | ----------- |
| 1         | Bente Skari             | Norge    | 1392        |
| 2         | Kristina Smigun         | Estland  | 834         |
| 3         | Gabriella Paruzzi       | Italien  | 713         |
| 4         | Evi Sachenbacher-Stehle | Tyskland | 667         |
| 5         | Hilde G Pedersen        | Norge    | 543         |
| 6         | Marit Bjørgen           | Norge    | 508         |
| 7         | Claudia Nystad          | Tyskland | 466         |
| 8         | Sabina Valbusa          | Italien  | 427         |
| 9         | Beckie Scott            | Kanada   | 405         |
| 10        | Anita Moen              | Norge    | 398         |